# Paya Punteut
Paya Punteut is een bestuurslaag in het regentschap Lhokseumawe van de provincie Atjeh, Indonesië. Paya Punteut telt 2457 inwoners (volkstelling 2010).